# 株萍铁路局
株萍铁路局是位于湖南醴陵的一个铁路局。
光绪三十一年（1905年）株萍铁路醴陵至株州段线路竣工通车，在湖南醴陵阳三石设萍潭铁路管理局，1920年6月，湖南和江西两省协商决定将株萍铁路以省为界分开管理，并分别成立铁路局，江西段管辖局设在安源；1922年2月部令取销湘、赣两省分管，4月恢复株萍铁路局；1928年10月全国交通会议决定将铁路划归给粤汉铁路湘鄂段管理局，株萍铁路管理局撤销。:341